# NGC 5511A
NGC 5511A is een compact sterrenstelsel in het sterrenbeeld Ossenhoeder. Het hemelobject werd op 5 mei 1883 ontdekt door de Amerikaanse astronoom George Washington Hough.

## Synoniemen
- MCG 2-36-51
- ZWG 74.142
- VV 299
- 8ZW 382
- PGC 50778